# Chalcosyrphus anthreas
Chalcosyrphus anthreas är en tvåvingeart som först beskrevs av Walker 1849.  Chalcosyrphus anthreas ingår i släktet mulmblomflugor, och familjen blomflugor. Inga underarter finns listade i Catalogue of Life.